# Schisandra bicolor
Schisandra bicolor är en tvåhjärtbladig växtart som beskrevs av Cheng. Schisandra bicolor ingår i släktet Schisandra och familjen Schisandraceae. Utöver nominatformen finns också underarten S. b. tuberculata.